# Partido Comunista Salvadoreño
El Partido Comunista Salvadoreño (PCS) fue un partido político salvadoreño de ideología comunista, teniendo una marcada influencia de la Internacional Comunista. Existió de 1930 a 1995 y en 2005 fue fundada una nueva organización usando el mismo nombre.

## Historia

### Inicios

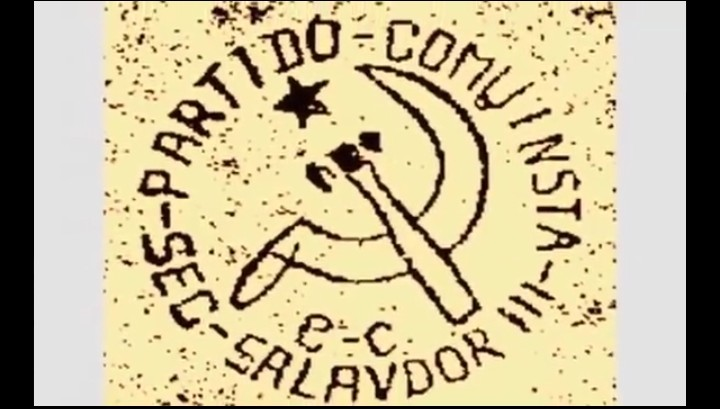
Un antiguo panfleto del partido comunista de El Salvador, años 1930

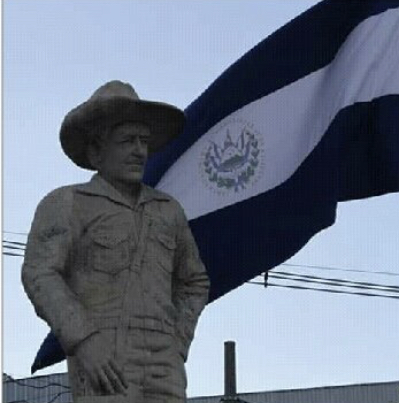
Estatua de Agustín Farabundo Martí en Santa Tecla, El Salvador.

Fue fundado el 30 de marzo de 1930 por Abel Cuenca, Miguel Mármol y Modesto Ramírez, entre otros, teniendo entre sus miembros más conocidos a Agustín Farabundo Martí. Desde sus inicios se adhirió al Socorro Rojo Internacional y a la Internacional Comunista (Komintern). En 1931 el gobierno del presidente Arturo Araujo otorgó personería jurídica al PCS, lo cual le permitiría participar en las elecciones legislativas y municipales de enero de 1932. Sin embargo y de manera paralela, trabajaba en la organización de campesinos e indígenas en el occidente salvadoreño, la zona cafetalera del país, donde el descontento era especialmente profundo. El 2 de diciembre de 1931 se produjo un golpe de Estado por parte de suboficiales y clases del ejército, que en pocas horas entregarían el poder al general Maximiliano Hernández Martínez, vicepresidente y ministro de Defensa de Araujo.
En enero de 1932, mientras se producían las elecciones y el gobierno anulaba los resultados en los lugares donde participaba el PCS, éste apoyó pero no tenía capacidad de dirigir el movimiento indígena campesino en la zona occidental. Basado en datos obtenidos en los archivos del Partido Comunista de la Unión Soviética (PCUS) tras la caída del bloque socialista, el historiador Erik Ching asegura que el PCS explicó en cartas a la KOMINTERN que se intentó detener el movimiento insurreccional, pero que los ánimos de las masas estaban demasiado caldeados y algunos comunistas se vieron obligados a apoyar y fueron arrastrados por el furor popular.
Tras el fracaso y represión de la insurrección por parte de los indígenas los personajes como Farabundo Martí, Mario Zapata, Alfonso Luna, Francisco Sánchez y otros dirigentes del partido fueron detenidos y ejecutados por el gobierno de Hernández Martínez junto con líderes indígenas no comunistas, como Feliciano Ama. Tras la masacre de 1932 el PCS fue proscrito y perseguido por los distintos gobiernos militares que se sucedieron entre 1932 y 1979, aunque continuó su lucha clandestina a través de organizaciones sindicales y estudiantiles. Participó en varias elecciones presidenciales, municipales y legislativas mediante partidos legales, como el Partido de Acción Renovadora (PAR), en 1967, y a través de lo que se consideró su "frente abierto", la Unión Democrática Nacionalista (UDN), que le permitió participar en comicios entre 1970 y 1977, en alianza con el Movimiento Nacional Revolucionario y el Partido Demócrata Cristiano (El Salvador), a través de la alianza Unión Nacional Opositora (UNO).

### Divisiones internas
En 1969 se desarrollaron dentro del PCS dos corrientes internas, una que preconizaba la lucha armada contra el régimen militar y otra que defendía la lucha política y electoral. La polémica no era nueva: ya en 1963 el PCS intentó la creación de una organización político-militar, el Frente Unido de Acción Revolucionaria (FUAR), que fue neutralizado por las políticas aperturistas del gobierno del general Julio Adalberto Rivera (1962-1967). Luego de un largo debate interno prevaleció la corriente contraria a la lucha armada, y el que había sido secretario general del PCS desde 1964, el dirigente obrero Salvador Cayetano Carpio, abandonó el partido junto con otros dirigentes obreros y estudiantiles y formó un nuevo movimiento de izquierda revolucionaria, las Fuerzas Populares de Liberación "Farabundo Martí" (FPL). Schafik Handal, perteneciente al sector universitario, fue elegido como nuevo secretario general del partido, y lo sería hasta la disolución del PCS, en 1995. El PCS también se mostró en contra de la Guerra del Fútbol, llamándola una "guerra fratricida", compartiendo posición con el Partido Comunista de Honduras.
En su congreso de 1977, el PCS declaró la lucha armada como una forma de lucha válida para la toma del poder, pero tardaría más de dos años de ponerla en práctica. En octubre de 1979 varios de sus cuadros más importantes participaron en la Junta Revolucionaria de Gobierno formada tras el golpe de Estado contra el general Carlos Humberto Romero, en alianza con los socialdemócratas, demócratas cristianos, militares progresistas e institucionales, y con la oposición de los movimientos armados y de masas. El PCS no admitió ni negó, en su momento, que hubiera participado en ese gobierno. Mantuvo su tesis de lucha política no armada hasta diciembre de 1979, cuando se creó la Coordinadora Político Militar, antecedente de la Dirección Revolucionaria Unificada y del Frente Farabundo Martí para la Liberación Nacional. El PCS actuaba militarmente a través de las Fuerzas Armadas de Liberación (FAL), uno de los grupos más pequeños durante la etapa de la guerra, que concentro sus fuerzas en el Cerro de Guazapa (controlado por la Resistencia Nacional) y en el área metropolitana de San Salvador (comandos urbanos) desde 1981 hasta el final de la guerra civil de El Salvador. Contaban también con campamentos en las zonas de control de las organizaciones mayores, como las FPL y el Ejército Revolucionario del Pueblo (ERP). Los principales dirigentes de las FAL eran  José Luis Merino  , Roberto Lorenzana, Sigfrido Reyes, Dagoberto Gutiérrez, Américo Araujo y Dagoberto Sosa.

## Guerra civil Salvadoreña
No fue hasta el 24 de marzo de 1980, la cual buscaba hacer frente al aparato represivo del estado salvadoreño, lo cual puso en la mira de los cuerpos de seguridad estatales a sus dirigentes y militantes. Más adelante, las autoridades y oligarcas crearon sus propias organizaciones como escuadrones de la muerte para llevar adelante su particular lucha anticomunista, la cual, pese a su completa ilegalidad, no excluía la colaboración sistemática con los cuerpos de seguridad estatales.
El PCS estaba organizado, como muchos partidos comunistas, en una estructura vertical, teniendo como máximo organismo de dirección a un comité central encabezado por un secretario general. En 1995, luego de la transformación del FMLN en un partido político, el PCS acordó la disolución de sus estructuras y su unificación plena en el nuevo partido. No obstante, el FMLN continuó funcionando como una organización de tendencias, con sus cinco organizaciones prácticamente intactas, lo que provocó severas pugnas de poder.
En el 2005, antiguos y nuevos comunistas iniciaron un esfuerzo de refundación, que concluyó el 17 de diciembre de 2006 con la realización del Congreso de Refundación del Partido Comunista Salvadoreño. El órgano de difusión del PCS refundado es "La Verdad".